# Radviliškis
Radviliškis je okresní město v západní části Litvy, v Žemaitsku, druhé největší město (ze 14) v Šiauliaiském kraji. Leží 21 km na jihovýchod od krajského města Šiauliai. Ve městě žije přibližně 15 tisíc obyvatel.
Je to důležité průmyslové město a železniční uzel. Západním okrajem města prochází trať Vilnius – Šiauliai, s odbočkami na Panevėžys, na Tauragė a na Pakruojis.
Ve městě je katolický kostel Narození Nejsvětější Panenky Marie se zvonicí, pravoslavný kostel, modlitebna evangelíků – luteránů, větrný mlýn, dvě gymnázia, tři základní školy, tři mateřské školy, dětský útulek „Nykštukas“, memoriální muzeum Jona Marcinkevičiuse, kulturní dům, pošta (PSČ: LT-82001) a okresní nemocnice.

## Sport
Působí zde fotbalový klub FK Radviliškis a  basketbalový klub KK Radviliškis.